# José María Morelos y Pavón (södra Centla)
José María Morelos y Pavón är en ort i Mexiko.   Den ligger i kommunen Centla och delstaten Tabasco, i den sydöstra delen av landet, 700 km öster om huvudstaden Mexico City. José María Morelos y Pavón ligger 3 meter över havet och antalet invånare är 148.
Terrängen runt José María Morelos y Pavón är mycket platt. Runt José María Morelos y Pavón är det ganska tätbefolkat, med 67 invånare per kvadratkilometer. Närmaste större samhälle är Tamulte de las Sabanas, 18,7 km väster om José María Morelos y Pavón. I omgivningarna runt José María Morelos y Pavón växer huvudsakligen savannskog.